# Edita Tahiri

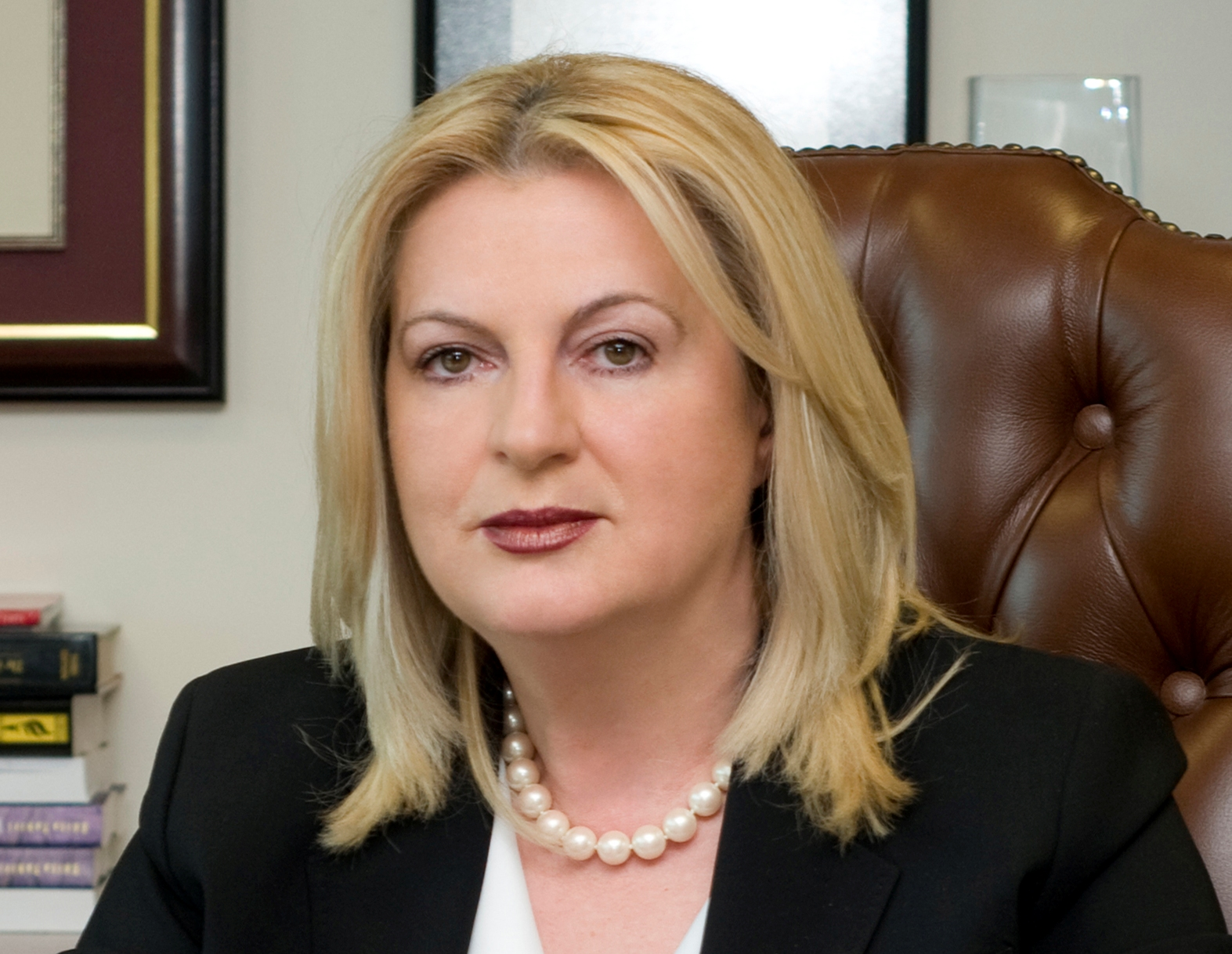
Edita Tahiri (2010)

Edita Tahiri (* 29. Juli 1956 in Prizren, FVR Jugoslawien) ist eine kosovarische Politikerin (ADK). Sie war vom 22. Februar 2011 bis zum 9. Dezember 2014 stellvertretende Premierministerin der Republik Kosovo; im Anschluss daran war sie bis zum 9. September 2017 Ministerin für Dialog.

## Leben
Edita Tahiri promovierte 1980 an der Universität Pristina in Elektronik und Telekommunikation. Anschließend absolvierte sie 1983 ein Postgraduales Studium in Digitaler Telekommunikation an der University of Essex. Im Jahr 2002 erreichte sie einen Mastergrad in Öffentlicher Verwaltung und ein Diplom in Öffentlicher Politik und Management an der Harvard Kennedy School. 2003 graduierte sie am Europäischen Zentrum für Sicherheitsstudien George C. Marshall und 2006/07 nahm sie an einer Forschungsreihe in Staatsbildung an der Paul H. Nitze School of Advanced International Studies teil.
Edita Tahiri gehört zu den wichtigsten Politikerinnen in der jüngeren Geschichte des Kosovo und war Mitbegründerin der Demokratischen Liga des Kosovo (LDK) in den 1990er Jahren. Diese zählt als zweitgrößte Partei im Land (seit 2011: 27 von 120 Sitze im Parlament) und wurde lange Zeit vom ehemaligen Präsidenten Ibrahim Rugova geprägt, dem Gründervater der Partei. Die politische Karriere Edita Tahiris begann 1991, als sie in das Präsidium der LDK gewählt wurde und dort bis 1998 blieb. Im gleichen Zeitraum war sie Minister für ausländische Angelegenheiten. Zwischen 1991 und 2000 war sie zudem Außenministerin der Republik Kosova im Kabinett von Ibrahim Rugova. 1991 war sie Mitbegründerin der Organisation der nicht-repräsentierten Nationen und Völker (UNPO). 1992 wurde sie erstmals ins Parlament der Republik Kosovo gewählt und jeweils in den Jahren 1998, 2001, 2007 und 2011 wiedergewählt. In dieser Periode bekleidete sie verschiedene Ämter in den Parlamentskommissionen. 1999 nahm sie an der Konferenz für den Vertrag von Rambouillet teil.
Nach dem Kosovokrieg 1999 distanzierte sich Tahiri immer mehr von den Idealen der LDK und setzte sich für Reformen im Land und in ihrer Partei ein. Zusammen mit ihren Anhängern gründete sie im Mai 2004 die Demokratische Alternative des Kosovo (ADK). 2007 und 2011 war ihre neue Partei Koalitionspartnerin der Regierungspartei PDK. 2011 wurde sie zur stellvertretenden Premierministerin ernannt. Nach der Ernennung von Isa Mustafa zum Premierminister am 9. Dezember 2014 wurde sie Ministerin ohne Geschäftsbereich und war für den Dialog mit Serbien verantwortlich. Diesen Posten bekleidete sie bis zum Ende der Regierung Mustafa im September 2017.
2002 war Edita Tahiri Dozentin an der philosophischen Fakultät der Universität Pristina. Sie war zudem seit dem Beginn im März 2011 Stellvertreterin für den Kosovo bei den direkten Gesprächen mit Serbien, um technische und behördliche Fragen zwischen den beiden Nachbarn zu regeln. Die Gespräche werden von der Opposition, unter anderem von Vetëvendosje!, stark kritisiert. Sie seien mit der Verfassung des Kosovo nicht vereinbar. Ihr Mandat endete mit ihrem Ausscheiden aus der Regierung 2017.

## Ehrungen
- Ehrenbürgerschaft der Stadt Little Rock, Arkansas, Vereinigte Staaten (1993)

## Leben
Edita Tahiri spricht neben ihrer Muttersprache Albanisch auch Englisch, Serbokroatisch und Türkisch. Die in der südkosovarischen Stadt Prizren geborene Politikerin lebt heute in der Hauptstadt Pristina. Sie ist unverheiratet und kinderlos.